# Wilhelm Abel (Historiker)
Wilhelm Abel (* 25. August 1904 in Bütow; † 27. April 1985 in Göttingen) war ein deutscher Wirtschaftshistoriker und ordentlicher Professor für Wirtschafts- und Sozialgeschichte an der Universität Göttingen.

## Leben
Wilhelm Abel war der Sohn des Bäckermeisters Otto Abel aus Bütow. Abel war ein Schüler des Kieler Agrarökonomen August Skalweit (1879–1960), von dem er 1929 zum Dr. rer pol. promoviert wurde. Er habilitierte sich 1935 für Volkswirtschaftslehre an der Goethe-Universität Frankfurt am Main, war von 1941 bis 1945 außerordentlicher Professor an der Universität Königberg.
Im Jahr 1937 vertrat Abel die Raumforschung in Vorlesungen und Übungen. Am 3. Juli 1937 beantragte er die Mitgliedschaft in der NSDAP und wurde rückwirkend zum 1. Mai desselben Jahres aufgenommen (Mitgliedsnummer 5.114.887), er war zudem Blockleiter. Schon 1933 war er der SA beigetreten.
1947 übernahm er einen Lehrstuhl für Agrarpolitik an der Georg-August-Universität Göttingen und wurde 1949 dort ordentlicher Professor und Institutsdirektor. 1964 wurde er erster Direktor des neu gegründeten Göttinger Instituts für Wirtschafts- und Sozialgeschichte. 1966 wurde er zum ordentlichen Mitglied der Akademie der Wissenschaften zu Göttingen gewählt. Er beschäftigte sich vor allem mit Fragen der Agrargeschichte und -politik, der ländlichen Sozialpolitik und der Handwerkspolitik. Er hat zudem einen Ehrendoktortitel (Dr. agr. h. v.) erhalten.
Zu Abels Schülern gehören Walter Achilles, Friedrich-Wilhelm Henning, Karl Heinrich Kaufhold und Diedrich Saalfeld.
Wilhelm Abel war seit 1933 mit Alice Abel, geborene Perner, verheiratet.

## Leistungen

### Methodik, Grundlagen und Einordnung
Wilhelm Abel gilt als einer der Begründer der quantitativen Methode in der wirtschaftshistorischen Forschung. Neben seinen umfangreichen und grundlegenden Arbeiten zur Agrargeschichte verdankt die Geschichtswissenschaft Abel entscheidende Impulse zur Interpretation wirtschaftshistorischer Themen, insbesondere zu den  Agrar- und Hungerkrisen sowie eine Neuinterpretation des Pauperismus und seiner Ursachen.

### Impulse in wissenschaftlichen Debatten

#### Ursachen des Pauperismus
Abel formulierte eine Gegenthese zur Auffassung von Friedrich Engels, nach der die Industrialisierung die Ursache des Pauperismus (gewesen) sei. Nach Abels Ansicht war der Pauperismus lediglich Ausläufer der alten, vorindustriellen Armut, verschärft durch das schnelle Bevölkerungswachstum bei noch geringem Produktivitätszuwachs. Im Gegensatz zu Engels sah er die Industrialisierung als Lösung des Pauperismusproblems.

#### Ursachen der Hungerkrisen im 19. Jahrhundert
Als Merkmale der vorkapitalistischen Wirtschaftskrisen gelten nach Abel und Ernest Labrousse (daher auch: Abel-Labrousse-Hypothese) naturgeschichtliche Ursachen, singuläre Ereignisse als auslösende Momente, die materielle Zerstörung der Elemente des Reproduktionsprozesses, die Transmission der Krise von der Landwirtschaft zum städtischen Gewerbe und die räumliche Begrenztheit der Krisen infolge fehlender Integration der Märkte.  Abel sah diese Merkmale bei der europaweiten Hungerkrise Mitte des 19. Jahrhunderts als erfüllt an und bezeichnete sie daher als letzte Krise vom Typ des ancien régime und argumentiert, dass „das Jahr 1847 noch ein Notjahr ‚alter Ordnung‘ in Deutschland war“. Neuere Forschungen sehen dies differenzierter und argumentieren, dass es damals bereits Elemente des industriell-kapitalistischen Typs von Wirtschaftskrisen gegeben habe.

## Schriften (Auswahl)
- Die Träger des deutschen Getreidehandels, Frankfurt am Main 1929.
- Agrarkrisen und Agrarkonjunktur in Mitteleuropa vom 13. bis zum 19. Jahrhundert, Berlin/Hamburg 1935, ISBN 3-490-30415-2 (Zugleich: Habilitationsschrift); 2., neubearbeitete und erweiterte Auflage (Agrarkrisen und Agrarkonjunktur. Eine Geschichte der Land- und Ernährungswirtschaft Mitteleuropas seit dem hohen Mittelalter) ebenda 1966; 3. Auflage 1976 (in mehrere Sprachen übersetzt).
- Wandlungen des Fleischverbrauchs und der Fleischversorgung in Deutschland seit dem ausgehenden Mittelalter. In: Berichte über Landwirtschaft. Neue Folge, Band 22, Heft 3, 1938, S. 412–452.
- Die Wüstungen des ausgehenden Mittelalters (= Quellen und Forschungen zur Agrargeschichte. Band 1), Jena 1943 (2. Auflage 1955, 3. Auflage 1976), ISBN 3-437-50185-2.
- Agrarpolitik. Göttingen 1951 (2. Auflage 1958, 3. Auflage 1967, spanisch 1960).
- Geschichte der deutschen Landwirtschaft vom frühen Mittelalter bis zum 19. Jahrhundert, Stuttgart 1962 (= Deutsche Agrargeschichte, Band 2) (2. Auflage 1967, 3. Auflage 1978), ISBN 978-3-8001-3041-2.
- Die drei Epochen der deutschen Agrargeschichte. 2. Auflage 1964.
- Neue Fragen an die Wirtschaftsgeschichte. Vandenhoeck & Ruprecht, Göttingen (= Göttinger Universitätsreden. Heft 37).
- Der Pauperismus in Deutschland am Vorabend der industriellen Revolution. Dortmund 1966 (2. Auflage, Hannover 1970).
- Stufen der Ernährung. Eine historische Skizze. Göttingen 1981.
- Massenarmut und Hungerkrisen im vorindustriellen Europa. Versuch einer Synopsis. Hamburg/Berlin 1974 (2. Auflage 1977, 3. Auflage 1986), ISBN 3-490-04315-4.
- Stufen der Ernährung. Eine historische Skizze, Göttingen 1981, ISBN 978-3-525-33453-9.
- Strukturen und Krisen der spätmittelalterlichen Wirtschaft. Stuttgart / New York 1980 (= Quellen und Forschungen zur Agrargeschichte. Band 32), ISBN 978-3-437-50245-3.